# Sard
|  | Per a altres significats, vegeu «Sard (desambiguació)». |

El sard (sardu en sard) és una llengua romànica parlada a l'illa de Sardenya. També és la que ha rebut més influències del català, a causa de l'ocupació catalana de l'illa durant molts segles.
El sard es parla a gairebé tota l'illa, excepte a l'Alguer (on es parla un dialecte del català, l'alguerès) i a les illes menors de Sant Pere i part de Sant Antíoc (on es parla la varietat tabarquina del lígur). Es calcula que aproximadament el 80% dels sards el comprenen perfectament, i que entre el 65 i el 70% l'empra com a idioma habitual.

## Varietats i altres llengües
El sard pròpiament dit presenta dos grups:
- Sard septentrional (al nord i centre de l'illa), que comprèn el logudorès i el nuorès (de Nùgoro), és la forma més propera al llatí [cal citació].
- Sard campidanès (a la regió del Campidà, a la part centre-meridional de l'illa, que inclou la capital (Càller); és la variant majoritària a l'illa.

Per altra banda, a l'illa tenen presència també aquestes altres llengües, amb característiques gramaticals netament diferents:
- El gal·lurès (gadduresu), parlat a la Gal·lura, a la part nord-occidental de l'illa, és de fet un dialecte cors, aparegut a partir dels corrents migratoris des de l'illa veïna des del segle xv.
- El sassarès o turrità (tataresu o turritanu en sard; sassaresu en sassarès, a vegades escrit amb th per representar la consonant interdental sorda), parlat a Sàsser, a Porto Torres i voltants, té característiques a mig camí entre el gal·lurès i el sard logudorès, efecte de la migració corsa i de fortes influències dels dominadors pisans, genovesos i catalans.
- Lígur tabarquí (tabarchin en tabarquí) a l'arxipèlag del Sulcis.
- Català de l'Alguer o alguerès.

Totes aquestes llengües són considerades en perill d'extinció per la Unesco i l'Ethnologue. A l'illa també tenen presència històrica altres llengües: romaniska (varietat de l'albanès parlada a Isili), friulà i vènet, arran de les migracions del període de Mussolini.
L'existència de la llengua sarda és reconeguda des de 1997 per mitjà d'una llei sarda, juntament amb el gal·lurès, el turrità, el tabarquí i l'alguerès. Una llei posterior, del 2018, mira de reforçar la protecció d'aquestes llengües i de fer passos cap a l'oficialitat. Tanmateix, l'única llengua oficial de l'illa és l'italià.

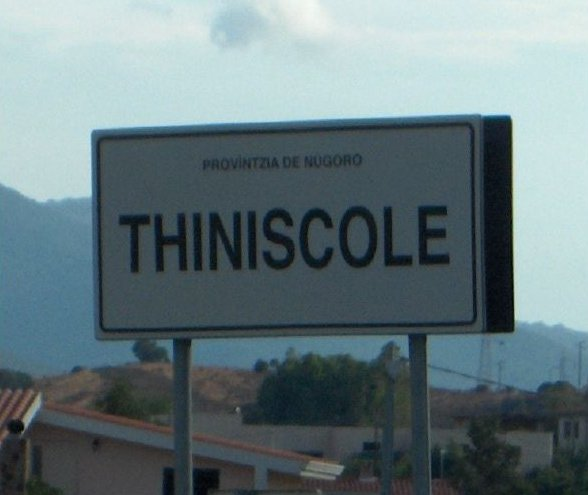
Senyalització bilingüe a Siniscola/Thiniscole

## Lingüística
Algunes característiques notables del sard logudorès:
- Comparteix amb el baleàric i de la Costa Brava i l'occità d'algunes àrees de la Provença l'ús de l'article salat (derivat del llatí ipse). Els articles són su i sa en singular, en plural varien segons els dialectes: is o bé sos i sas.
- Comparteix amb el català, el castellà, el portuguès i l'occità l'ús del subjuntiu per expressar l'imperatiu negatiu.
- La V manté la seva pronúncia bilabial (bolere-voler).
- Els grups kw i gw passen a bb i b (abba-aigua, limba-llengua).
- LY pasa a zh i dz (fidzu-fill).
- La L en grups oclusiva+L és rotatitza (prenu-ple).
- Conserva els neutres en -us (pettus-pit).
- La geminada LL llatina esdevé l'oclusiva cacuminal dd (casteddu-castell).

## El mite de l'arcaisme
Tradicionalment, s'ha tendit a posar de relleu la proximitat del sard amb el llatí, sobretot per mitjà de la similitud del lèxic en frases com "beni in domo mea" ('vine a casa meva') o "pone mihi tres panes in bertula" ('posa'm tres pans a l'alforja').
Aquesta suposada proximitat fa que a vegades es faci referència al sard com "la més conservadora de les llengües neo-llatines" (Bolognesi 2001: 14), o fins i tot com a llengua "particularment arcaica", com encara avui l'Enciclopèdia Catalana defineix l'entrada "sard". Part de la sociolingüística sarda actual, tanmateix, alerta sobre la possibilitat que es tracti d'un estereotip generat a fora de l'illa (Bolognesi 2001), o d'un cas d'orientalisme (Adell 2013; Corongiu 2013).

## Vocabulari
Taula de comparació de les llengües neollatines:
| Llatí                      | Francès | Italià    | Castellà | Occità      | Català   | Portuguès | Romanès  | Sard             | Llombard | Furlà   | Sicilià         |
| aqua                       | eau     | acqua     | agua     | aiga        | aigua    | agua      | apă      | abba             | aqua     | aghe    | acqua           |
| vallis                     | val     | valle     | valle    | val         | vall     | vale      | vale'    | adde             | vall     | val     | vaddi           |
| clavis                     | clef    | chiave    | llave    | clau        | clau     | chave     | cheie    | crae/crai        | ciav     | claf    | chiavi          |
| ego                        | je      | io        | yo       | ieu         | jo       | eu        | eu       | ego              | mi/me    | jo      | eu/ju           |
| nox (acc.: noctem)         | nuit    | notte     | noche    | nuèit/nuèch | nit      | noite     | noapte   | notte/notti      | neuv     | gnove   | notti           |
| cantare                    | chanter | cantare   | cantar   | cantar      | cantar   | cantar    | cânta    | cantare          | cantà    | cjantâ  | cantari         |
| facere                     | faire   | fare      | hacer    | far         | fer      | fazer     | a face   | facere           | fà       | fà      | faciri          |
| caballum                   | cheval  | cavallo   | caballo  | caval       | cavall   | cavalo    | calu     | cadhu            | cavâl    | cheval  | cabaddu         |
| lingua                     | langue  | lingua    | lengua   | lenga       | llengua  | língua    | limbă    | limba/lingua     | lengua   | lenghe  | lingua          |
| platea                     | place   | piazza    | plaza    | plaça       | plaça    | praça     | piaţă    | pratha/pratza    | piazza   | place   | chiazza         |
| pons                       | pont    | ponte     | puente   | pònt        | pont     | ponte     | punte'   | ponte/ponti      | put      | pont    | ponti           |
| ecclesia                   | église  | chiesa    | iglesia  | glèisa      | església | igreja    | biserică | creia/cresia     | egesa    | eglésie | cresia          |
| hospitalis                 | hôpital | ospedale  | hospital | espital     | hospital | hospital  | spital   | ispidale/spidali | ospedaa  | ospedâl | spitali         |
| caseus lat.volg.formaticum | fromage | formaggio | queso    | formatge    | formatge | queijo    | caş      | casu             | furmai   | fromadi | furmaggiu/caciu |

## Catalanismes lexicals
El sard ha servat catalanismes i hispanismes a causa de la presència històrica d'aquests dos pobles a Sardenya, on tingueren funcions de llengua administrativa.
El llatí vulgar parlat a Sardenya va seguir a partir dels segles VIII i IX una evolució particular, divergent de la que seguiren les varietats itàliques. Al segle xiv, el català esdevingué a l'illa llengua de l'administració, i la seva influència durà fins més enllà del tractat d'Utrecht, el 1713. Adoptada pels funcionaris, per l'aristocràcia i, en part, per l'Església, la llengua catalana deixà molts préstecs en la llengua sarda. Aquesta influència fou descrita ja als anys cinquanta del segle xx per M. L. Wagner i, més recentment, ha estat estudiada per Giorgia Ingrassia i Eduardo Blasco, que xifren en més de 2.000 els catalanismes de la llengua sarda (Ingrassia i Blasco 2009: 83). Aquests mots es refereixen a la indumentària (sabatas, peuncu, berrita, mucadore, davantzale, trau, randa, veta), estris de la llar (tassa, safata, pitzeri, calaixu, parastatgiu), els oficis (fusteri, ferreri, sabateri, biga, caragolu, frontissa, passadore, trapanti), l'administració (argutzinu, mustassafu, botxinu [cat. botxí], grilone [cat. grillons], ereu/areu [cat. hereu], renda, tanda) la religió (seu, prufassonis, mongiu, iscolanu, fizolu, casula, faristolu, trona), o els animals, especialment els peixos (antxova, basucu, lissa, palaia, surecl·lu, etc). Els contactes lingüístics amb l'occità no foren tan bé Provença mantingué relacions comercials constants amb l'illa sarda (Venturini 1996: 745-756).
Ni la castellanització ni la posterior italianització arribaren a esborrar a Sardenya la petja del català. De fet, no ha desaparegut de l'illa: es manté viu, a la ciutat de l'Alguer, encara que en perill d'extinció. I a la resta de Sardenya se'n pot detectar la influència: hi ha vora quatre mil catalanismes en la llengua sarda actual segons Paulis, a més de vestigis conservats en la toponímia de l'illa i en els cognoms dels habitants. A més, una dita mostra com roman a la memòria el prestigi cultural i social del català: no ixidi su cadelanu (no sap el català), aplicada a una persona que no sap expressar-se bé (Wagner).
- [Vegeu la llista de catalanismes del sard al Diccionari sard d'Antoninu Rubattu http://www.antoninurubattu.it/rubattu/etimologie-del-sardo/42-etimologie/62-etimologie-catalano.html]

## Sardismes
Es coneix com a sardisme tot mot del sard que hagi estat manllevat per una altra llengua. L'exemple paradigmàtic és el del català alguerès, que, per la proximitat geogràfica amb el sard, en conté diversos, com ara murendu 'ase' i tiribriqui 'llagosta'. De fet, aquest influx sard constitueix una de les característiques diferencials de la varietat algueresa respecte del conjunt del català. Aquests mots es van començar a introduir especialment en la llengua durant el segle xiii, reemplaçant mots patrimonials catalans o aportant lèxic nou sense alternativa genuïna, i moltes s'havien assentat al primer terç del segle xix, quan les solucions pròpies del català havien caigut en desús fins i tot en els registres formals.

## Història i orígens

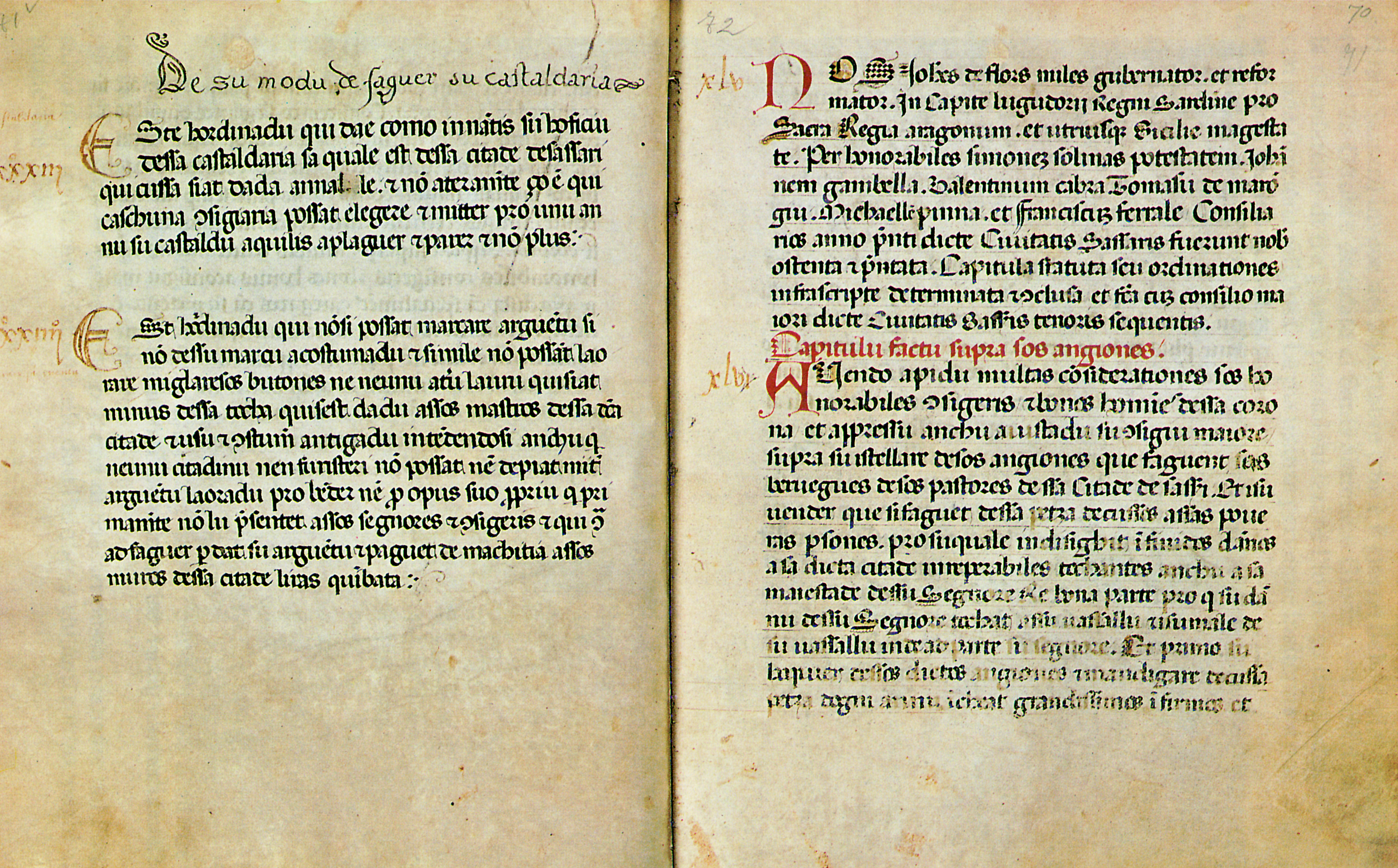
Estatuts de la República de Sàsser medieval, un dels documents més antics escrits amb la llengua sarda (segles -)

La llengua sarda apareix, com la resta de les llengües romàniques o neollatines, de l'evolució del llatí importat durant l'ocupació romana de l'illa a partir del segle III aC. Quan van arribar altres invasors, segles més tard; el llatí ja s'havia difós per tota l'illa i mantenia el caràcter primari de la seva estructura lingüística. Davant aquesta unitat inicial dels seus caràcters constitutius, sembla que cap als volts del segon mil·lenni comencen a aparèixer diferenciacions arreu de l'illa en la parla. En tot cas, tot i les constants aparicions de llengües foranes en les successives onades invasores (pisans, catalans, castellans, piemontesos), el sard mantindrà la seva particularitat, incorporant en les diverses èpoques nou vocabulari que a poc a poc l'anirà enriquint com a llengua però mantenint-se molt propera a les formes del llatí originari.
Com passa amb els Arxius històrics catalans d'aquesta Alta edat mitjana, abundantíssims en documentació, a Sardenya hi ha un gran nombre de documents escrits en llengua autòctona dels segles xi i xii. Sembla que el llatí no era excessivament conegut i usat i per això els documents oficials de caràcter legal van ser escrits i difosos entre els habitants en la seva llengua, el sard.
Els primers testimonis escrits sobre la llengua sarda són de l'edat mitjana. Concretament, fa la seva primera aparició pels volts de l'any 1000 com a llengua oficial del Jutjat de Calaris (Casteddu), un dels quatre regnes independents en què es dividia l'illa de Sardenya. El primer document és un pergamí datat el 1070 i pertanyent a la Cancelleria del Jutjat durant el regnat de Torquitori de Lacon-Gunale i està escrit en sard campidanès. Encara que aquest sigui el primer document en sard, ja apareixen els elements de la llengua sarda en un acte de donació de 1063 del Jutge de Torres Barisó I adreçat a l'abat Desideri.

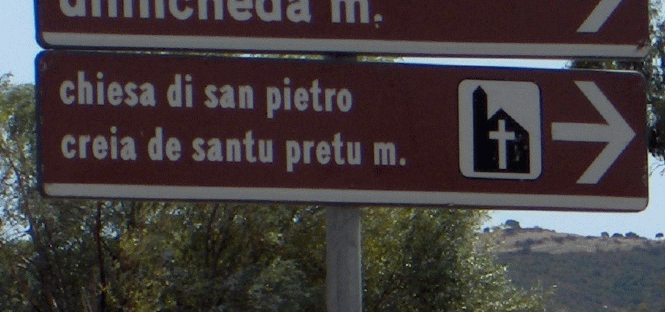
Senyalització local bilingüe italià/sard

Ja dels anys 80 del mateix segle existeixen altres documents, aquests en sard logudorès, com per exemple el Privilegi Logudorès: Ego iudice Mariano de Lacon fazo ista carta ad onore de omnes homines de Pisas pro xu toloneu ci mi pecterunt…
Entre el 1089 i 1103 destaca la Donació de Torquitori, en antic campidanès, provinent de l'església de Sant Saturní de la diòcesi de Casteddu, conservat actualment als Arxius Departamentals de Marsella.
« E inper(a)tor(e) ki l ati kastikari ista delegantzia e fagere kantu narat ista carta siat benedittu… »
També les cancelleries dels altres dos jutjats sards, el de Gaddura i Arbarèe, redactaven els documents en llengua sarda.
Però el document més conegut d'aquest període és sens dubte la Carta de Logu del Regne d'Arbarèe, un recull de lleis iniciat per Marià IV i publicat per primera vegada l'any 1392 durant el govern de Elianora d'Arbarèe, la seva filla. Tenia com a objectiu conservari sa justicia dessu populu dessa terra nostra e dessu regnu d'Arbaree i va ser usat com a codi de lleis a Sardenya fins al 1827.
De notable importància són també els Estatuts Tatharesos, un cos de lleis que va ser utilitzat per l'Ajuntament Lliure de Tàthari des del 1283, imprès en llengua sarda en la seva varietat lugoduresa el 1316.

### Període dels jutjats sards
El sard (en les dues variants, el campidanès i el logudorès) durant el període medieval ha estat la llengua oficial i nacional dels jutjats illencs, anticipant l'emancipació de les altres llengües romàniques. Òbviament hi havia més arcaismes i llatinismes que en la llengua corrent, i els documents ressentien de la influència dels escrivans, que eren majoritàriament catalans, genovesos i toscans.
Dante Alighieri es refereix als sards en la seva obra De Vulgari Eloquentia i els expulsa críticament, atès que segons ell no eren italians i tampoc no tenien un vulgar, imitant encara el llatí (per exemple diuen domus nova i dominus meus):
| « | Sardos etiam, qui non Latii sunt sed Latiis associandi videntur, eiciamus, quoniam soli sine proprio vulgari esse videntur, gramaticam tanquam simie homines imitantes: nam domus nova et dominus meus locuntur. | » |

Aquesta afirmació s'ha de confutar puix que el sard, altrament, evolucionà en autonomia pròpia fins al punt d'arribar a ser totalment inintel·ligible per a tots tret dels illencs. Prova d'això són dos verbs, que daten del segle xii, en què el trobador provençal Raimbaut de Vaqueiras compara la llengua sarda amb l'alemany i l'amazic: «No t'intend plui d'un Toesco / o sardo o Barbarì» (lit. "No t'entenc més que un alemany / un sard o un amazic").
El primer document en què es pot trobar algun element de la llengua es remunta al 1063, amb l'acta de donació per part de Barison I de Torres dirigit a l'abat Desideri per a l'abadia de Montecassino (Arxiu Cassinense, Perg. Caps. XI. n. 11; Tola P., Codi Diplomàtic de Sardenya, I, Sassari, 1984, p. 153).
El primer document escrit sencer en llengua sarda (campidanès antic) és la Carta Volgare (1070-1080). Es data en el període 1080-1085 el Privilegi Logudorès, que el conserva l'Arxiu d'Estat de Pisa:
| « | In nomine Domini amen. Ego iudice Mariano de Lacon fazo ista carta ad onore de omnes homines de Pisas pro xu toloneu ci mi pecterunt: e ego donolislu pro ca lis so ego amicu caru e itsos a mimi; ci nullu imperatore ci lu aet potestare istu locu de non (n)apat comiatu de leuarelis toloneu in placitu: de non occidere pisanu ingratis: e ccausa ipsoro ci lis aem leuare ingratis, de facerlis iustitia inperatore ci nce aet exere intu locu... | » |

Entre els anys 1089 i 1103 havia estat la donació en campidanès de Torquitorio, que prové de l'església de Sant Saturní (Cagliari) i que els Arxius Departamentals de Marsella conserven ara:
| « | E inper(a)tor(e) ki l ati kastikari ista delegantzia e fagere kantu narat ista carta siat benedittu... | » |

Acta escrita en logudorès entre el bisbe de Civita (ciutat avui dia anomenada Olbia) Bernard i Benedetto, l'administrador de la Catedral de Pisa:
| « | Ego Benedictus operaius de Santa Maria de Pisas Ki la fatho custa carta cum voluntate di Domino e de Santa Maria e de Santa Simplichi e de indice Barusone de Gallul e de sa muliere donna Elene de Laccu Reina appit kertu piscupu Bernardu de Kivita, cum Iovanne operariu e mecum e cum Previtero Monte Magno Kercate nocus pro Santa Maria de vignolas... et pro sa doma de VillaAlba e de Gisalle cum omnia pertinentia is soro.... essende facta custa campania cun sii Piscupu a boluntate de pare torraremus su Piscupu sa domo de Gisalle pro omnia sua e de sos clericos suos, e issa domo de Villa Alba, pro precu Kindoli mandarun sos consolos, e nois demus illi duas ankillas, ki farmi cojuvatas, suna cun servo suo in loco de rnola, e sattera in templo cun servii de malu sennu: a suna naran Maria Trivillo, a sattera jorgia Furchille, suna fuit de sa domo de Villa Alba, e sattera fuit de Santu Petru de Surake ....... Testes Judike Barusone, Episcopu Jovanni de Galtellì, e Prite Petru I upu e Gosantine Troppis e prite Marchu e prite Natale e prite Gosantino Gulpio e prite Gomita Gatta e prite Comita Prias e Gerardu de Conettu ........ e atteros rneta testes. Anno dom.milles.centes.septuag.tertio | » |

La segona Carta Marsellesa en campidanès conservada als Arxius del Departament de les Boques del Roine:
| « | In nomine de Pater et Filiu et Sanctu Ispiritu. Ego iudigi Salusi de Lacunu cun muiere mea donna (Ad)elasia, uoluntate de Donnu Deu potestando parte de KKaralis, assolbu llu Arresmundu, priori de sanctu Saturru, a fagiri si carta in co bolit. Et ego Arresmundu, l(eba)nd(u) ass(o)ltura daba (su) donnu miu iudegi Salusi de Lacunu, ki mi illu castigit Donnu Deu balaus (a)nnus rt bonus et a issi et a (muiere) sua, fazzu mi carta pro kertu ki fegi cun isus de Maara pro su saltu ubi si (.... ....)ari zizimi (..) Maara, ki est de sanctu Saturru. Intrei in kertu cun isus de Maara ca mi machelaa(nt) in issu saltu miu (et canpa)niarunt si megu, c'auea cun istimonius bonus ki furunt armadus a iurari, pro cantu kertàà cun, ca fuit totu de sanctu Sat(ur)ru su saltu. Et derunt mi in issu canpaniu daa petra de mama et filia derectu a ssu runcu terra de Gosantini de Baniu et derectu a bruncu d'argillas e derectu a piskina d'arenas e leuat cabizali derectu a sa bia de carru de su mudeglu et clonpit a su cabizali de uentu dextru de ssa doméstia de donnigellu Cumitayet leuet tuduy su cabizali et essit a ssas zinnigas de moori de silba, lassandu a manca serriu et clonpit deretu a ssu pizariu de sellas, ubi posirus sa dìì su tremini et leuat sa bia maiori de genna (de sa) terra al(ba et) lebat su moori (...) a sa terra de sanctu Saturru, lassandu lla issa a manca et lebat su moori lassandu a (manca) sas cortis d'oriinas de(....)si. Et apirus cummentu in su campaniu, ki fegir(us), d'arari issus sas terras ipsoru ki sunt in su saltu miu et (ll)u castiari s(u) saltu et issus hominis mius de Sinnay arari sas terras mias et issas terras issoru ki sunt in saltu de ssus et issus castiari su saltu(u i)ssoru. Custu fegirus plagendu mi a mimi et a issus homi(nis) mius de Sinnay et de totu billa de Maara. Istimonius ki furunt a ssegari su saltu de pari (et) a poniri sus treminis, donnu Cumita de Lacun, ki fut curatori de Canpitanu, Cumita d'Orrù (.......)du, A. Sufreri et Iohanni de Serra, filiu de su curatori, Petru Soriga et Gosantini Toccu Mullina, M(........)gi Calcaniu de Pirri, C. de Solanas, C. Pullu de Dergei, Iorgi Cabra de Kerarius, Iorgi Sartoris, Laurenz(.....)ius, G. Toccu de Kerarius et P. Marzu de Quartu iossu et prebiteru Albuki de Kibullas et P. de zZippari et M. Gregu, M. de Sogus de Palma et G. Corsu de sancta Ilia et A. Carena, G. Artea de Palma et Oliueri de Kkarda (....) pisanu et issu gonpanioni. Et sunt istimonius de logu Arzzoccu de Maroniu et Gonnari de Laco(n) mancosu et Trogotori Dezzori de Dolia. Et est facta custa carta abendu si lla iudegi a manu sua sa curatoria de Canpitanu pro logu salbadori (et) ki ll'(aet) deuertere, apat anathema (daba) Pater et Filiu et Sanctu Ispiritu, daba XII Appostolos et IIII Euangelistas, XVI Prophetas, XXIV Seniores, CCC(XVIII) Sanctus Patris et sorti apat cun Iuda in ifernum inferiori. Siat et F. I. A. T. | » |

Un pas dels Estatutos Sassareses en logudorès (1316):
| « | Vois messer N. electu potestate assu regimentu dessa terra de Sassari daue su altu Cumone de Janna azes jurare a sancta dei evangelia, qui fina assu termen a bois ordinatu bene et lejalmente azes facher su offitiu potestaria in sa dicta terra de Sassari... | » |

Un passatge de la famosa Carta de Logu del Jutjat d'Arborea (1355-1376):
| « | XXI CAPIDULU. De chi levarit per forza mygeri coyada. Volemus ed ordinamus chi si alcun homini levarit per forza mugeri coyada, over alcun'attera femina, chi esserit jurada, o isponxellarit alcuna virgini per forza, e dessas dittas causas esserit legittimamenti binchidu, siat iuygadu chi paghit pro sa coyada liras chimbicentas; e si non pagat infra dies bindighi, de chi hat a esser juygadu, siat illi segad'uno pee pro moda ch'illu perdat. E pro sa bagadìa siat juygadu chi paghit liras ducentas, e siat ancu tenudu pro levarilla pro mugeri, si est senza maridu, e placchiat assa femina; e si nolla levat pro mugeri, siat ancu tentu pro coyarilla secundu sa condicioni dessa femina, ed issa qualidadi dess'homini. E si cussas caussas issu non podit fagheri a dies bindighi de chi hat a esser juygadu, seghintilli unu pee per modu ch'illu perdat. E pro sa virgini paghit sa simili pena; e si non hadi dae hui pagari, seghintilli unu pee, ut supra. | » |

### Període de la Corona Catalanoaragonesa
L'enfeudació de l'illa per part de Bonifaci VIII el 1297, sense haver tingut en compte les realitats estatals que ja hi havia, conduí a la fundació, tot i que fos només nominal, del Regne de Sardenya, marcant així el final de la independència sarda i també un llarg període de guerres, que acabaren amb la victòria de la Corona Catalanoaragonesa a Sanluri (1409) i amb la consegüent renúncia al dret de successió per part de Guillem d'Arborea. Es neutralitzà de forma sistemàtica qualsevol temptativa de rebel·lió, com la de la ciutat de l'Alguer (1353) i la de Macomer (1478). Llavors va començar un procés d'assimilació lingüística gairebé total que afectava tots els aspectes socials; es determinà per primera vegada una situació de desequilibri i de jerarquització lingüística, en què el català prengué l'estat de llengua hegemònica i el sard fou relegat a una posició secundària. Això era evident de manera especial al sud de l'illa, on el campidanès patí una gran gamma de préstecs lingüístics que provenien de la llengua dominant (vegeu expressions com No scit su cadelanu, ço és No sap [parlar] el català per indicar una persona que no havia estat culturitzada). És un fet, referit per l'advocat Segimon Arquer (autor de l'obra Sardiniae brevis historia et descriptio), que la petita burgesia i el clergat escolliren el català com a llengua de prestigi per fer distincions socials, essent parlada molt més a la ciutat que al camp, on la gent comuna continuava parlant el sard. Les jesuïtes inicialment havien promogut una política lingüística a favor de la llengua sarda, però després la canviaren en favor del castellà. A la difusió del català a nivell popular contribuïren els goigs. En aquest període no hi ha una detallada documentació escrita del sard, tot i que fos la llengua que la població parlava majoritàriament. Hi ha els exemples d'Antoni CAno, que escrigué Sa Vitta et sa Morte, et Passione de Sanctu Gavinu, Brothu e Ianuariu (escrita al segle xv i publicada el 1557):
| « | Tando su rey barbaru su cane renegadu / de custa resposta multu restayt iradu / & issu martiriu fetit apparigiare / itu su quale fesit fortemente ligare / sos sanctos martires cum bonas catenas / qui li segaant sos ossos cum sas veinas / & totu sas carnes cum petenes de linu. | » |

Més interessant és l'obra Rimas Spirituales de Hieronimu Araolla, que es proposa la tasca de "magnificare et arrichire sa limba nostra sarda" (magnificar i enriquir el sard, la nostra llengua) de la mateixa manera en què els poetes francesos, espanyols i italians ho havien fet amb llurs llengües; té el mèrit d'haver esclarit per primera vegada el que després hauria estat conegut amb el nom de "qüestió de la llengua sarda", aprofundida per altres autors. Antonio de Lofraso, nascut a l'Alguer (ciutat que recorda amb afectuositat en diversos versos) i viscut a Barcelona, és probablement el primer intel·lectual que havia escrit líriques amoroses en sard, tot i que la llengua majorment emprada fou un castellà amb abundants catalanismes; a l'interior de l'obra Los diez libros de Fortuna de Amor (1573) apareixen en sard dos sonets («Cando si det finire custu ardente fogu» i «Supremu gloriosu exelsadu») i un poema en octaves reals.
| « | ...Non podende sufrire su tormentu / de su fogu ardente innamorosu. / Videndemi foras de sentimentu / et sensa una hora de riposu, / pensende istare liberu e contentu / m'agato pius aflitu e congoixosu, / in essermi de te senora apartadu, / mudende ateru quelu, ateru istadu... | » |

### Període espanyol
El 1624, mitjançant la reorganització de la Monarquia pel comte-duc Olivares, Sardenya pertanyia en tot al Rei de Castella i ja no més al Consell d'Aragó, atès que fou suprimit. El castellà, a diferència del català que aconseguí penetrar a cada barri de l'illa, s'havia mantingut com un llenguatge força elitista i pertanyent a la literatura i a l'ensenyament. Sigui com sigui, el sard queda l'únic i espontani codi de comunicació per a la majoria de persones, respectat i també après pels conqueridors. La situació sociolingüística es manté tal que les dues llengües colonials es parlaven a la ciutat i el sard resistia tenaçment al camp i a totes les viles, com informa l'ambaixador Martín Carillo (autor de la famosa sentència sobre els sards, que serien un poble de pocs, boigs i mal units), el Llibre dels feyts d'armes de Catalunya («parlen la llengua catalana molt polidament, axì com fos a Catalunya») i el rector sassarès de la Universitat Jesuïta Baldassarre Pinyes, que escrigué: «pel que fa a la llengua sarda, sàpigui la seva paternitat que no la parlen en aquesta ciutat, tampoc a l'Alguer ni a Càller, només a les viles». La notable presència de feudataris valencians i aragonesos a la meitat nord de l'illa, a més de mercenaris que venien d'allà, va fer que el logudorès sigui la variant més influïda pel castellà.
Quant a la documentació escrita, hi ha, per exemple, una acta del 1620 ara present a l'Arxiu de Bosa:
| « | Jn Dei nomine Amen, noverint comente sende personalmente constituidos in presensia mia notariu et de sos testimongios infrascrittos sa viuda Caterina Casada et Coco mugere fuit de su Nigola Casada jàganu, Franziscu Casada et Joanne Casada Frades, filios de su dittu Nigola et Caterina Casada de sa presente cittade faguinde custas cosas gratis e de certa sciensia insoro, non per forza fraudu, malìssia nen ingannu nen pro nexuna attera sinistra macchinassione cun tottu su megius modu chi de derettu poden et deven, attesu et cunsideradu chi su dittu Nigola Casada esseret siguida dae algunos corpos chi li dein de notte, pro sa quale morte fettin querella et reclamo contra sa persona de Pedru Najtana, pro paura de sa justissia, si ausentait, in sa quale aussensia est dae unu annu pattinde multos dannos, dispesas, traballos e disusios. | » |

El mossèn orgolès Ioan Matheu Garipa, component l'obra Legendariu de Santas Virgines, et martires de Jesu Christu, posà en evidència la noblesa de la llengua sarda, atès que resulta ser la llengua que ha mantingut majorment relacions estretes amb el llatí.
| « | Las apo voltadas in sardu menjus qui non in atera limba pro amore de su vulgu […] qui non tenjan bisonju de interprete pro bi-las decrarare, et tambene pro esser sa limba sarda tantu bona, quanta participat de sa latina, qui nexuna de quantas limbas si plàtican est tantu parente assa latina formale quantu sa sarda. | » |

### Període piemontès i Regne d'Itàlia
El resultat de la Guerra de Successió Espanyola provocà la sobirania austríaca sobre l'illa, que fou confirmada més endavant pels tractats d'Utrecht i Rastadt (1713-1714); tanmateix, durà només quatre anys, atès que, el 1717, una flota espanyola tornà a ocupar Cagliari i l'any següent, mitjançant un tractat que fou ratificat a la Haia el 1720, Sardenya fou assignada a Víctor Amadeu II de Savoia a canvi de Sicília. Fou en aquest període que uns intel·lectuals com el filòleg Matteo Madau i el canonge, professor i senador Giovanni Spano posaren en evidència la qüestió de la llengua sarda, escollint una varietat de prestigi literari a causa de les seves estretes relacions amb el llatí, de la mateixa manera amb la que a Itàlia es compongué el florentí com italià il·lustre. Nogensmenys, per voluntat de la Dinastia Savoia i de Giovanni Battista Lorenzo Bogino, que volien una major uniformitat lingüística als territoris ocupats per ells, la propagació del toscà (imposat el 1760)) va posar en marxa un procés d'erosió i de substitució lingüística que podria arribar a l'eventual desaparició de la llengua sarda.
Per exemple, Carlo Baudi di Vesme (Cuneo 1809 - Torí 1877) proposà explícitament una prohibició completa de la llengua amb la finalitat de convertir els illencs en "civilitzats" italians, mentre que alhora hi hagué un cert esforç per part dels cartògrafs piemontesos per substituir els topònims sards amb d'altres en italià; mentre que molts d'ells romangueren intactes, molts d'altres foren adaptats de manera grollera a una forma totalment diferent: un dels exemples més destacats és la petita illa de Mal de Ventre, el nom actual italià de la qual, amb el significat de "mal de panxa" és en realitat una adaptació de la paraula sarda Malu Entu, que significa "vent dolent".
Tot i tals polítiques d'assimilació cultural, l'himne del Regne de Sardenya piemontès fou l'així anomenat Hymnu Sardu, amb un text totalment en sard; fou substituït per la "Marxa Reial" quan s'unificà la península italiana.
Durant el període feixista, sobretot quan es va realitzar la campanya d'autarquia, es prohibiren les llengües que no eren italianes. Les restriccions, tot i ser només formals, arribaren al punt que es canviaren els noms propis perquè sonessin més "italians". Durant aquest període, l'Himne Sard del regne piemontès fou una oportunitat per parlar en una llengua regional a Itàlia sense cap sanció, a causa que, com a part fonamental de la tradició de la família reial, no es podria prohibir. Els sacerdots catòlics i els feixistes practicaren un estricte obstruccionisme contra els muttos, una forma de poesia cantada improvisada: paradigmàtic és el cas de Salvatore Poddighe, poeta polític que es va suïcidar per desesperació després de la confiscació del seu treball Sa Mundana Cummédia.

### Període contemporani
Les polítiques d'assimilació continuaren després de la Segona Guerra Mundial, quan el desmantellament de la cultura sarda, etiquetada com un símbol de mirar amb menyspreu, s'ha presentat com l'única forma de desenvolupament econòmic i cultural de l'illa. Molts llocs històrics i diversos objectes relacionats amb les activitats diàries de Sardenya han estat fortament italianitzats, per mitjà d'un altre nom en italià (substituint així l'original) i de l'eliminació sistemàtica de qualsevulla connexió amb l'illa. A més a més, el Ministeri d'Ensenyament Públic Italià havia invitat els directors escolàstics a vigilar i fitxar tots els ensenyants sards implicats en qualsevulla activitat relativa a la llengua.
Especialment els nacionalistes sards, veuen en aquest procés de substitució lingüística la mort de la nació sarda a diferència, per exemple, del que va passar a Irlanda. Els mitjans de comunicació (en particular la Radiotelevisione Italiana) i l'ensenyament obligatori (on l'ús de la llengua sarda havia estat molt desalenat per mitjà d'humiliacions diàries) varen popularitzar a Sardenya l'italià sense un projecte paral·lel d'ensenyament del sard; en el mateix període contemporani s'ha observat que, davant d'una voluntat popular favorable a ensenyar i fer oficial el sard, hi ha encara divisions, desinterès i contrarietat dins del món polític i jurídic estatal, de la Universitat, dels mitjans de comunicació actuals i dels intel·lectuals, que d'aquella manera temen una separació del marc de la cultura italiana: al contrari, foren els primers que etiquetaren el sard com un "dialecte italià" (alguns ho fan encara, mentre que a l'estranger tots els estudiosos ja la consideren com una llengua autònoma), passant per totes les formes de discriminació i prejudicis vinculats a aquesta associació.
Malgrat que s'han fet diverses campanyes polítiques i culturals, que es remunten als anys 60 i 70, a favor del bilingüisme, el que destaca mitjançant unes anàlisis sembla avui dia una regressió, lenta però constant i molt profunda, de qualsevol competència activa i passiva, per motius polítics i també socioeconòmics (l'ús de l'italià presentat com un progrés social, havent-hi al contrari un estigma associat amb el del sard, el despoblament gradual dels barris interns i la comprensió mútua amb les llengües de l'illa que no són sardes, etc.): cal notar que front a un 68% de persones que parlen el sard en una situació de diglòssia, entre els joves en edat escolar aquest percentatge baixa al 13% del total; el problema es presenta molt més a les ciutats, on l'idioma autòcton gairebé ha desaparegut, que als pobles. Es pot afirmar que, amb l'excepció d'unes subregions (Goceano, Barbagia i Baronìa) que continuen essent els principals bastions de la llengua, l'illa està totalment italianitzada. Per aquestes raons la UNESCO classifica la llengua i totes les seves variants en perill d'extinció (definitely endangered).
Hi ha una divisió important entre els que creuen que la protecció de la llengua ha arribat massa tard, afirmant a més que és una tasca difícil prendre una decisió per unificar la llengua, i els que creuen que al contrari és essencial per invertir la tendència, mirant per exemple casos com el català. Un projecte de llei del govern de Mario Monti, que en realitat no ha estat aprovat (en efecte, encara l'estat italià no ha ratificat la Carta Europea de les Llengües Regionals o Minoritàries), hauria reduït el nivell de protecció de la llengua sarda, que era força baix, diferenciant entre idiomes que estan protegits per estats estrangers (alemany, eslovè i francès) i d'altres que mai no han tingut aquesta possibilitat. Això ha estat vist com un abús contra la llengua i, per tant, ha provocat una certa reacció per part d'alguns intel·lectuals i polítics. Han suscitat recentment sorpresa els intents per part d'alguns alumnes sards de presentar l'examen de batxillerat o de l'ensenyament secundari parlant la seva llengua. A la dècada del 1990 hi ha un ressorgiment de la música en sard, que va des dels gèneres més tradicionals (cantu a tenore, cantu a chiterra, goigs, etc) al rock (Kenze Neke, Askra, Tzoku, etc) hip-hop i el rap (Quilo, Sa Razza, Malam, Menhir, Stranos Elementos, Randagiu Sardu, Futta, etc): els artistes utilitzen la llengua com mitjà per promoure l'illa. També hi ha pel·lícules (com Su Re, Bellas Mariposas, Treulababbu, Sonetaula, etc) doblades al sard. Després d'una campanya de firmes, s'ha fet possible canviar la configuració de l'idioma a Facebook de qualsevol llengua al sard.